# Korea Women League 2001
Die Korea Women League 2001 war die sechste Spielzeit der südkoreanischen Fußballliga der Frauen unter diesem Namen. Titelverteidiger war Sungmin Wonders WFC. 

## Teilnehmer
| Team                | Stadt   | Vereinsart        |
| ------------------- | ------- | ----------------- |
| Incheon INI Steel   | Incheon | Vereinsmannschaft |
| Sungmin Wonders WFC | Seoul   | Vereinsmannschaft |

Gespielt wurde im Hongju-Stadion. 

## K.O.-Runde

### Finale
Das Finalspiel fand am 23.- und 25. Oktober statt.
|                     | Ergebnis |                     |
| ------------------- | -------- | ------------------- |
| Sungmin Wonders WFC | 3:1      | Incheon INI Steel   |
| Incheon INI Steel   | 1:0      | Sungmin Wonders WFC |